# دنیل فرانزیز
دنیل فرانزیز (انگلیسی: Daniel Franzese؛ زادهٔ ۹ مهٔ ۱۹۷۸) یک هنرپیشه اهل ایالات متحده آمریکا است.
از فیلم‌ها یا برنامه‌های تلویزیونی که وی در آن نقش داشته است می‌توان به به گورت تف می‌کنم، درون، مهمانی هیولا، شخص گمشده و ایالتی اشاره کرد.